# Târgu Ocna
Târgu Ocna (în maghiară Aknavásár, în germană Stadt Okna) este un oraș în județul Bacău, Moldova, România, format din localitățile componente Poieni, Târgu Ocna (reședința) și Vâlcele.

## Așezare
Orașul se află în sud-vestul județului, pe malurile râului Trotuș, acolo unde acesta primește apele afluenților Slănic și Vâlcele, și unde intră în depresiunea Tazlău-Cașin. Este străbătut de șoseaua națională DN12A, care leagă Oneștiul de Miercurea-Ciuc. În localitatea Târgu Ocna, din acest drum se ramifică șoseaua națională DN12B, care duce la Slănic-Moldova și tot DN12A se intersectează acolo cu șoseaua județeană DJ116, care o leagă spre sud de Pârgărești și Oituz (unde se termină în DN11) și spre nord de Bârsănești (unde se termină tot în DN11). Prin comună trece și calea ferată Adjud–Comănești–Siculeni, pe care este deservită de stația Târgu Ocna și de haltele de călători Saline și Cireșoaia.

## Geografie
Orașul Tîrgu Ocna este adăpostit într-un golf depresionar străjuit din trei părți de Munții Nemirei în S și SV , Munții Berzunțiului în V și dealurile subcarpatice în N.
Relieful montan este reprezentat prin munți și măguri, cu altitudini ce scad de la V la E. Altitudinea minimă, de 250 m și se întâlnește în partea de E a orașului, în lunca Trotușului, iar cea maximă, de 320 m, la poalele Muntelui Măgura, către valea Slănicului.
Partea de N-E a orașului aparține zonei subcarpatice fiind alcătuită din formațiuni tinere. Această zonă este marcată prin două elemente distincte: golful depresionar (culoarul Trotușului) și dealurile subcarpatice.
Zonă cu o structura geologică complexă, se caracterizează printr-o diversitate de resurse ale subsolului: sare și săruri de potasiu, petrol, izvoare minerare, materiale de construcție, etc.
Zăcămintele de țiței și gaze naturale sunt cantonate în gresia de Kliwa din zona externă a flișului: Păcuri, Mosoare (Poieni), Beleleu.
De la V către E se succed unitatea flișului carpatic și zona neogenă subcarpatică. Flișul carpatic este alcătuit din formațiuni paleogene dispuse în pânze (de Tarcău în SV și de Kliwa în rest). Râul Trotuș a modelat terase în rocă pe ambele maluri (sectoarele “Răducanu”, “Spital”, Terasa “Podei”).
Spre N și E această zonă este ocupată de formațiuni neogene subcarpatice cuprinzând o unitate cutată (miocenă) și altă necutanată (sarmato-pliocenă). Sunt depozite de molasă alcătuite din marno-argile, gresii și conglomerate (pe malul Slănicului), marne cu intercalații de gipsuri (în Vâlcele), argile (pe Podei), pietrișuri și nisipuri (pe malurile Trotușului).
Zăcămintele de sare au fost tectonizate și laminate sub greutatea pânzei de Kliwa și se află sub formă de lentilă în depozitele de gresii și marno-argile (miocen). Masivului de sare de pe Vâlcica i se asociază și săruri de potasiu în zona Gălean. Legate de formațiunile salinifere sunt și numeroasele izvoare cu ape mineralizate din Parcul Măgura (fost Nastasache) și izvorul sărat din Galean.
Râul Trotuș traversează orașul pe o distanță de 7 km de la V la E. După ieșirea din defileul de la Cireșoaia, unde vale este îngustată și adâncă, Trotușul primește ca afluenți Slănic și pârâul Vâlcica. Lacurile sunt reduse că număr și dimensiune: pe Muntele Măgura, la Stupina și Fețele Târgului. Mai recent, în anii 70', în marginea de E a parcului Măgura, s-a format un lac cunoscut sub numele de “Lacul fără fund“ sau “Groapa lui Burlacu” datorită scufundării unei sonde de saramură.

## Clima
Orașul are un regim termic moderat, cu ierni mai blânde decât în regiunile din jur (în medie de -1,3 °C), cu primăveri timpurii și veri răcoroase datorită brizei muntelui (în medie de 19,7 °C) și cu toamne relativ lungi, călduroase și senine. Temperatura medie anuală este de 9,3 °C.
Statistic, temperaturile medii lunare cresc treptat până în iulie, când s-a înregistrat temperatura maximă absolută de 40,8 °C (5 iulie 1916), descrescând în luna ianuarie când s-a înregistrat o minimă absolută de -29,6 °C (25 ian. 1942).

## Flora și fauna
Vegetația zonei se încadrează în domeniul forestier. Contactul dintre sectoarele montan și subcarpatic coincide cu limita dintre etajul pădurilor de foioase care pătrunde ca un golf spre oraș și etajul pădurilor de molid (în colțul SV). În prezent zona de pădure ocupă cam o treime din această zonă (30,5%). A crescut mai mult ponderea terenurilor agricole: arabile, pășuni, fânețe (57,5 %).
În părțile de S și SV ale orașului predomină pădurile de fagi, carpeni, goruni, mesteceni, pin, brazi (Parcul Măgura), salcâmi (Dealul Muncelu), arin (terasă Podei).
Animalele sunt cele întâlnite cu caracter deobicei în Carpații Orientali.

## Demografie
Componența etnică a orașului Târgu Ocna
     Români (86,47%)
     Romi (1,56%)
     Alte etnii (0,14%)
     Necunoscută (11,83%)
Componența confesională a orașului Târgu Ocna
     Ortodocși (78,32%)
     Romano-catolici (7,86%)
     Alte religii (1,37%)
     Necunoscută (12,45%)
Conform recensământului efectuat în 2021, populația orașului Târgu Ocna se ridică la 10.410 locuitori, în scădere față de recensământul anterior din 2011, când fuseseră înregistrați 11.300 de locuitori. Majoritatea locuitorilor sunt români (86,47%), cu o minoritate de romi (1,56%), iar pentru 11,83% nu se cunoaște apartenența etnică. Din punct de vedere confesional, majoritatea locuitorilor sunt ortodocși (78,32%), cu o minoritate de romano-catolici (7,86%), iar pentru 12,45% nu se cunoaște apartenența confesională.
Date: Recensăminte sau birourile de statistică - grafică realizată de Wikipedia

## Politică și administrație
Orașul Târgu Ocna este administrat de un primar și un consiliu local compus din 17 consilieri. Primarul, Cristian-Aurelian Ciubotaru[*], de la Partidul Social Democrat, este în funcție din octombrie 2020. Începând cu alegerile locale din 2024, consiliul local are următoarea componență pe partide politice:
|  | Partid                          | Consilieri | Componența Consiliului | Componența Consiliului | Componența Consiliului | Componența Consiliului | Componența Consiliului | Componența Consiliului | Componența Consiliului | Componența Consiliului | Componența Consiliului | Componența Consiliului |
|  | ------------------------------- | ---------- | ---------------------- | ---------------------- | ---------------------- | ---------------------- | ---------------------- | ---------------------- | ---------------------- | ---------------------- | ---------------------- | ---------------------- |
|  | Partidul Social Democrat        | 10         |                        |                        |                        |                        |                        |                        |                        |                        |                        |                        |
|  | Partidul Național Liberal       | 5          |                        |                        |                        |                        |                        |                        |                        |                        |                        |                        |
|  | Alianța pentru Unirea Românilor | 2          |                        |                        |                        |                        |                        |                        |                        |                        |                        |                        |

## Istorie
În urma săpăturilor arheologice efectuate încă din anul 1933 pe platoul Podei-Tisești, au fost descoperite primele așezări de pe aceste meleaguri datând din epoca neolitică.

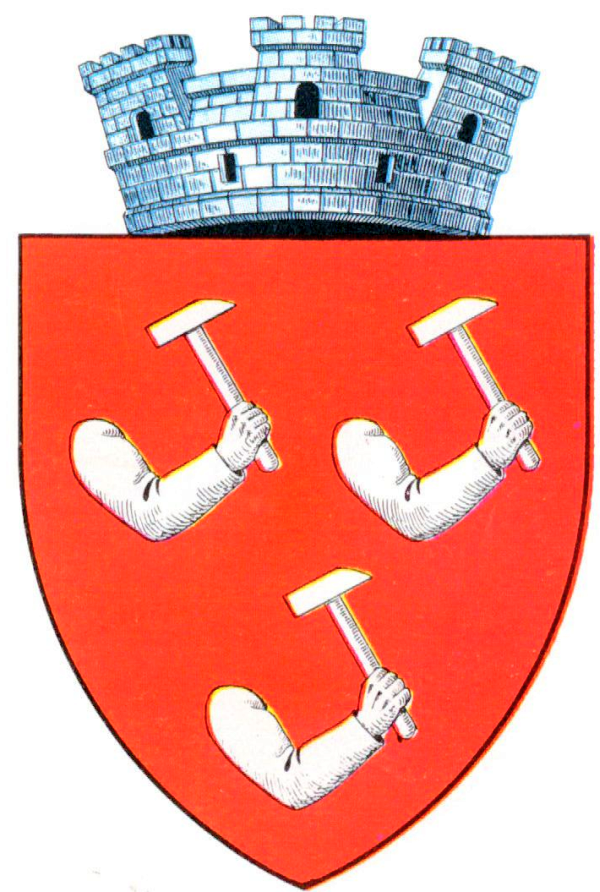
Stema orașului în perioada interbelică

Locuințele erau construite pe tălpi de lemn, cu pereții din bârne și nuiele peste care se aplică lutuială. Locuitorii acestor așezări erau cultivatori și crescători de vite, dovadă fiind numărul mare de oase de animale, râșnițe și vase de provizii. În neolitic își are începutul exploatarea sării din această regiune; centrul de exploatare va deveni mai cunoscut în Evul Mediu.
La 15 martie 1410, Alexandru cel Bun acorda satul Stoenești (ulterior își va schimba numele în Ocna), pe Vâlcica, unor frați de origine transilvăneană, iar la 3 septembrie 1448 voievodul Petru al-II-lea dăruia satul Tisești tot unor frați transilvăneni.
Celelalte așezări sunt menționate fie la sfârșitul secolului al XVIII-lea (Gura Slănicului, Mosoare), fie în prima jumătate a secolului al XIX-lea (Geoseni, Văleni, Poieni, Pacuri), fie mai recent (cartierul Galean).

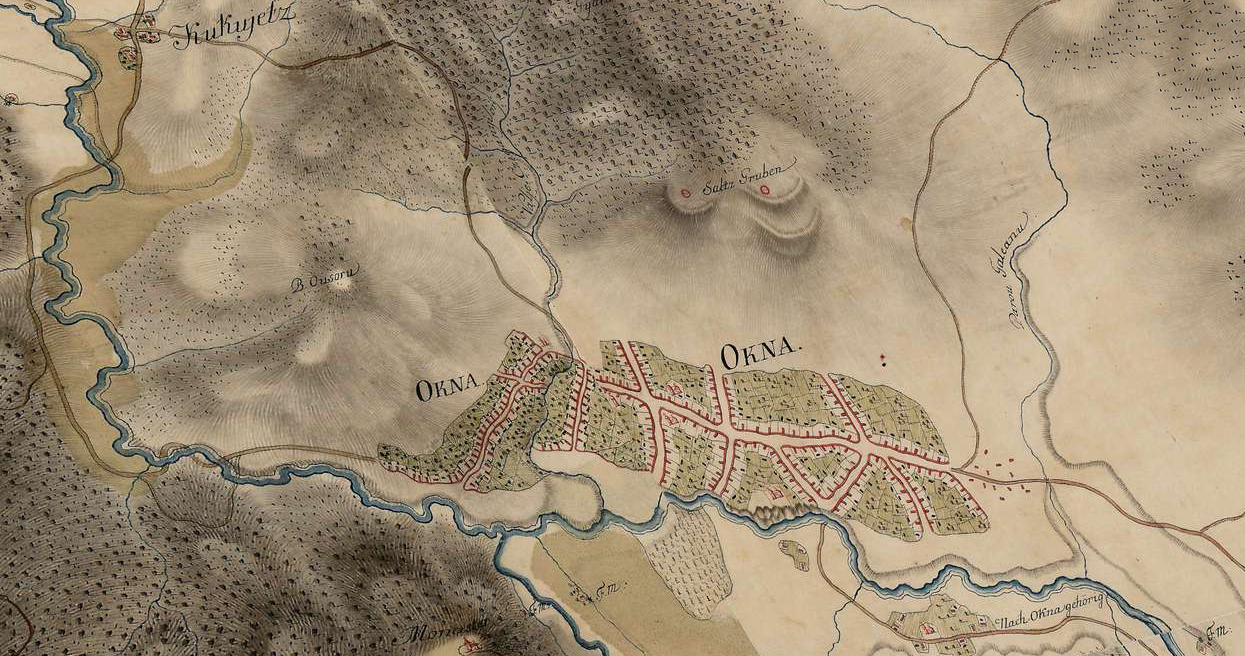
Prima ridicare topografică Iosefină (1763-1787), cu orașul-târg Ocna și salinele („Saltz Gruben”) din apropiere

În sec. al XVIII-lea, cele două localități vecine, Ocna și Trotuș, se vor afla în competiție pentru întâietate în zonă. La începutul sec. al XVIII-lea așezării Târgu Ocna i se atribuie calitatea de târg. Călătorul suedez Erasmus Heinrich Schneider de Weismantel este primul care îi atribuie calificativul de târg, în anii 1713-1714.
În această perioadă târgul Ocna are un ritm foarte rapid de creștere teritorială, mai ales prin includerea unor foste sate. Timp de trei secole, Târgu Ocna a fost cea mai însemnată localitate de pe Valea Trotușului, dominând economic și cultural întreaga zonă trotușeană.
În epoca modernă, localitatea cunoaște o evoluție spectaculoasă. Trebuie subliniat faptul că în această perioadă, Târgu Ocna a fost cel mai mare oraș care nu era reședință de ținut din Moldova. Între anii 1864-1918 orașul cunoaște o dezvoltare mai lentă, putându-se vorbi chiar de un regres.

Primăria Târgu Ocna - construită între 1909–1912 după planurile arhitectului Petre Antonescu și sub conducerea antreprenorului Giuseppe Barolli.

Astfel, în timpul evenimentelor de la 1821, un detașament de 800 de eteriști a sosit la Târgu Ocna sub conducerea lui Ioan Farmache⁠(en)[traduceți], care a ordonat ocuparea mănăstirii Răducanu, ce avea o bună poziție strategică.
În timpul Revoluției de la 1848, generalul Bem a adresat o proclamație către locuitorii Moldovei, făcându-le cunoscut că toți cei ce voiau să lupte pentru libertate să se prezinte la cartierul său general de la Târgu Ocna, pentru a fi organizați militărește. Costache Negri, locuind în conacul din oraș, a corespondat cu viitorul domnitor al Principatelor Unite Române – Alexandru Ioan Cuza.
Târgocnenii și-au adus contribuția la obținerea independenței, atât prin reprezentanții lor din compania a 6-a Târgu Ocna a batalionului 2 Bacău din Regimentul 14 dorobanți, comandat de căpitanul Dimitrie Bușilă, cât și prin acțiunile de sprijinire a frontului prin rechiziții, transporturi, subscripții pentru cumpărarea de arme, prin donații în bani sau alimente.
La sfârșitul secolului al XIX-lea, Târgu Ocna, declarată comună urbană în 1846, era reședința plășii Trotușul a județului Bacău, avea 8033 de locuitori și în ea funcționau două fabrici de gaz, 5 mori, o tăbăcărie, două fabrici de pălării țărănești, una de săpun, una de lumânări de ceară albă, două școli primare de băieți cu 381 de elevi, două școli primare de fete cu 222 de fete, o școală armenească, 11 biserici ortodoxe, una catolică și una armenească.
În timpul Primului Război Mondial orașul a fost teatru de război. Târgu Ocna a fost bombardată de trupele inamice, provocând incendii și pagube materiale. Luptele s-au purtat pe dealurile Cireșoaia și Coșna. Istoricul Nicolae Iorga a consemnat în această perioadă: 13 octombrie 1917 - Nemții bombardează Ocna. 9 ianuarie 1918- Ocna e părăsită și distrusă.
Anuarul Socec din 1925 consemnează orașul ca reședință a aceleiași plăși Trotuș, având 7951 de locuitori.
În 1950, orașul a devenit reședință a raionului Târgu Ocna din regiunea Bacău. În 1968, el a pierdut rolul de reședință de unitate administrativă, fiind subordonat din nou județului Bacău, reînființat; tot atunci i s-au arondat și localitățile componente Poieni și Vâlcele; fostele sate Mosoarele și Păcuri au fost atunci alipite localității componente Poieni, în vreme ce fostele sate Geoseni, Tisești și Gura Slănicului au fost alipite localității principale a orașului.

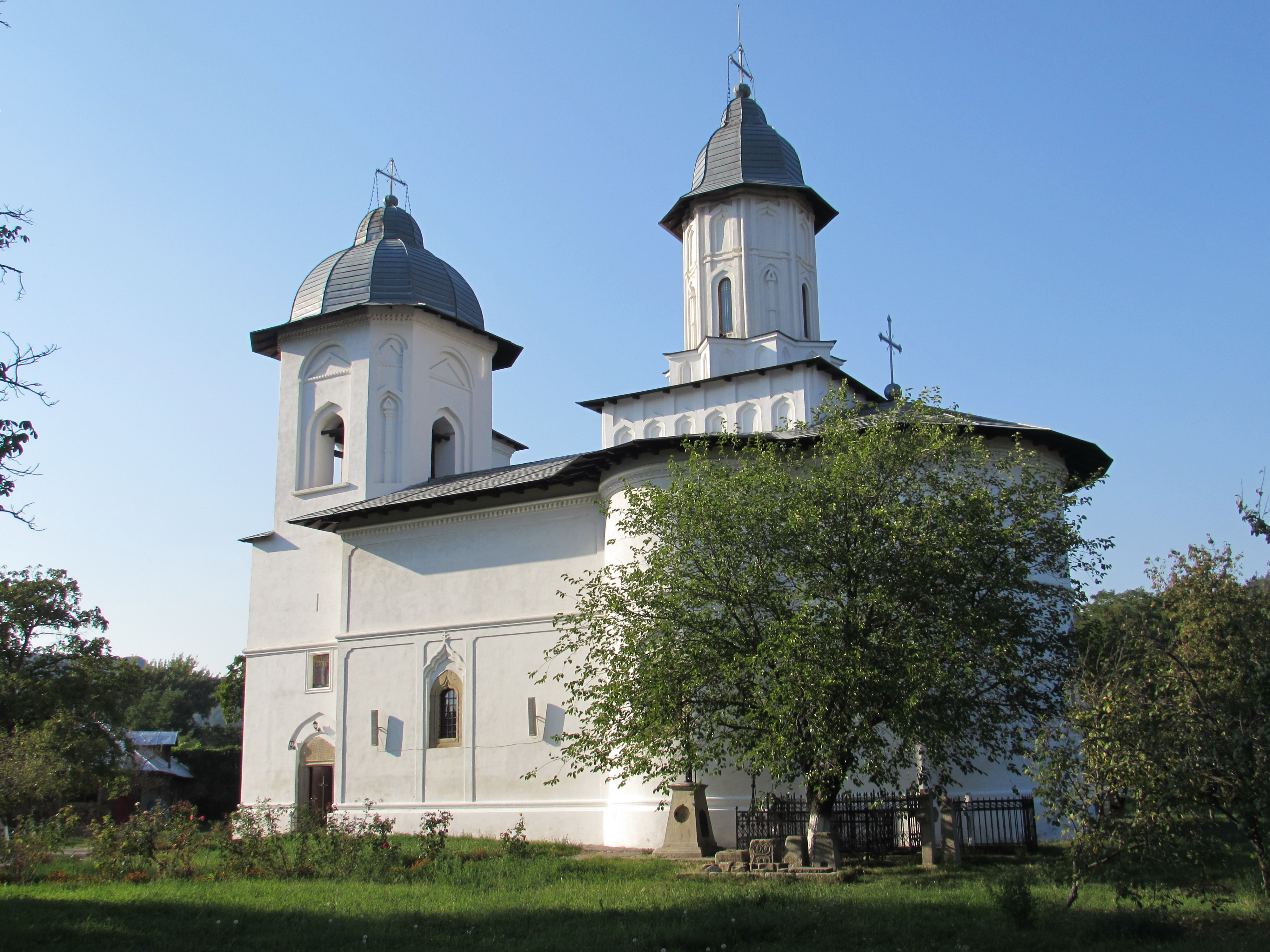
Biserica fostei mănăstiri Răducanu
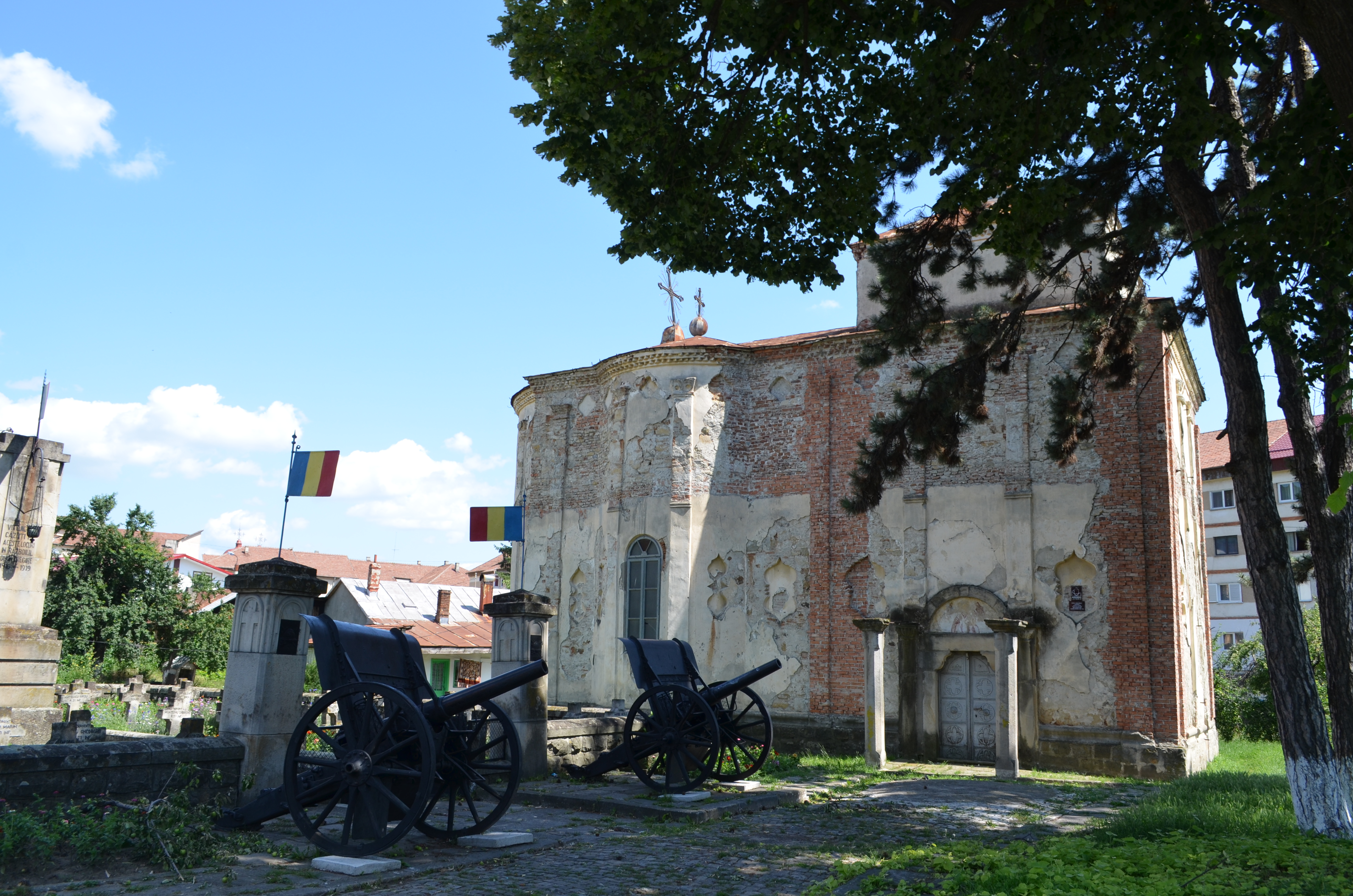
Ansamblul bisericii „Sf. Nicolae”
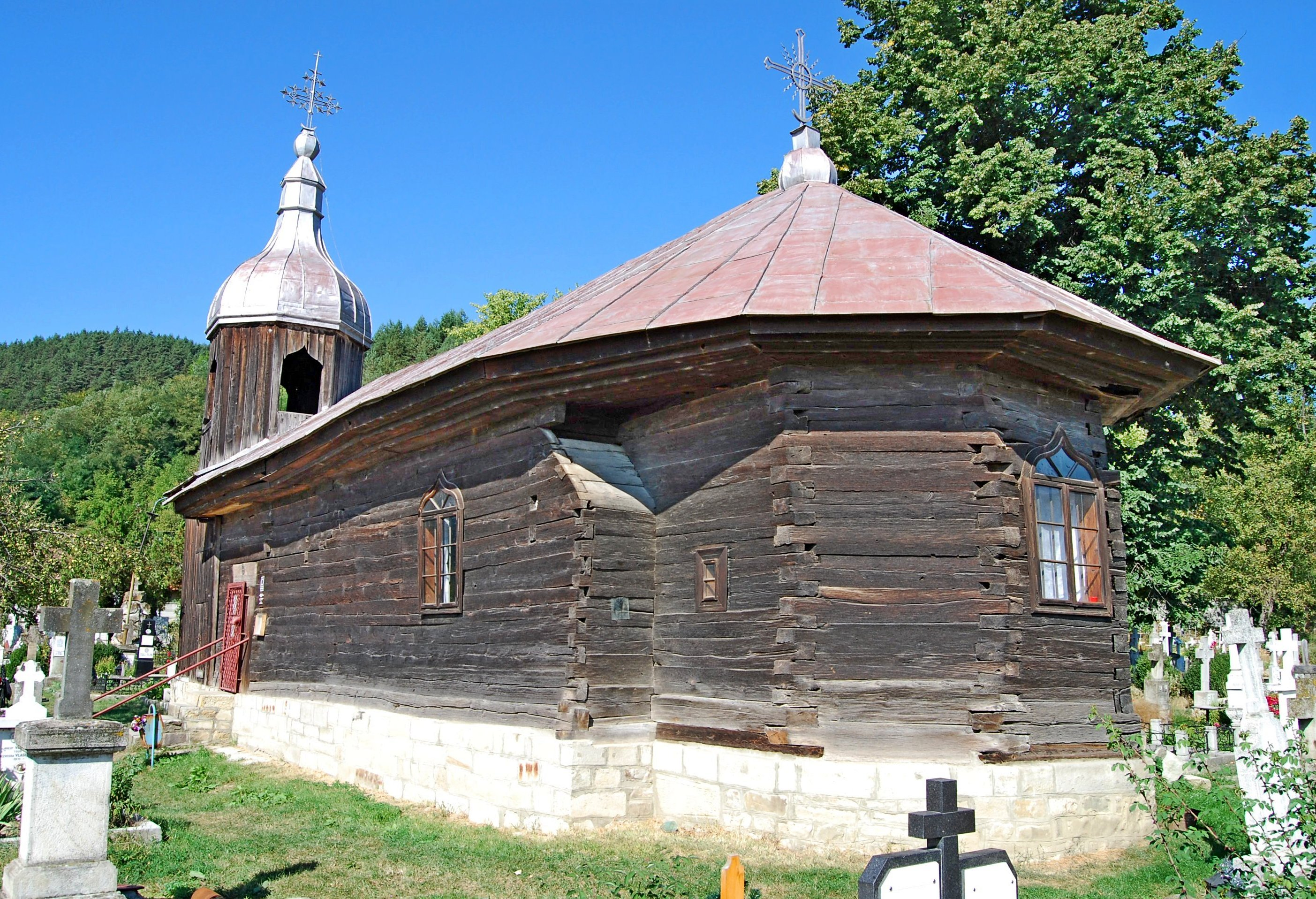
Biserica de lemn „Cuvioasa Paraschiva”
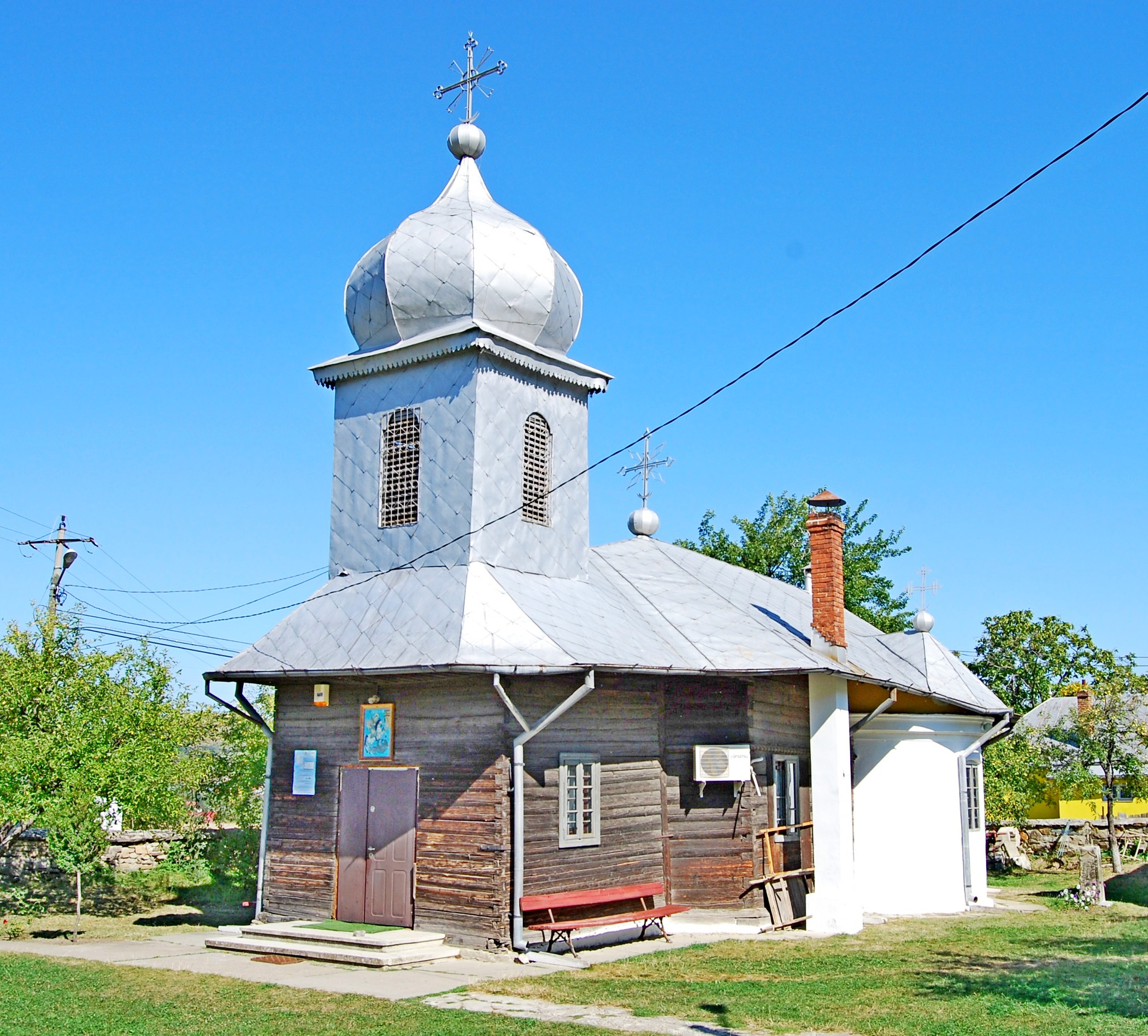
Biserica de lemn „Sfântul Gheorghe” din cartierul Tisești
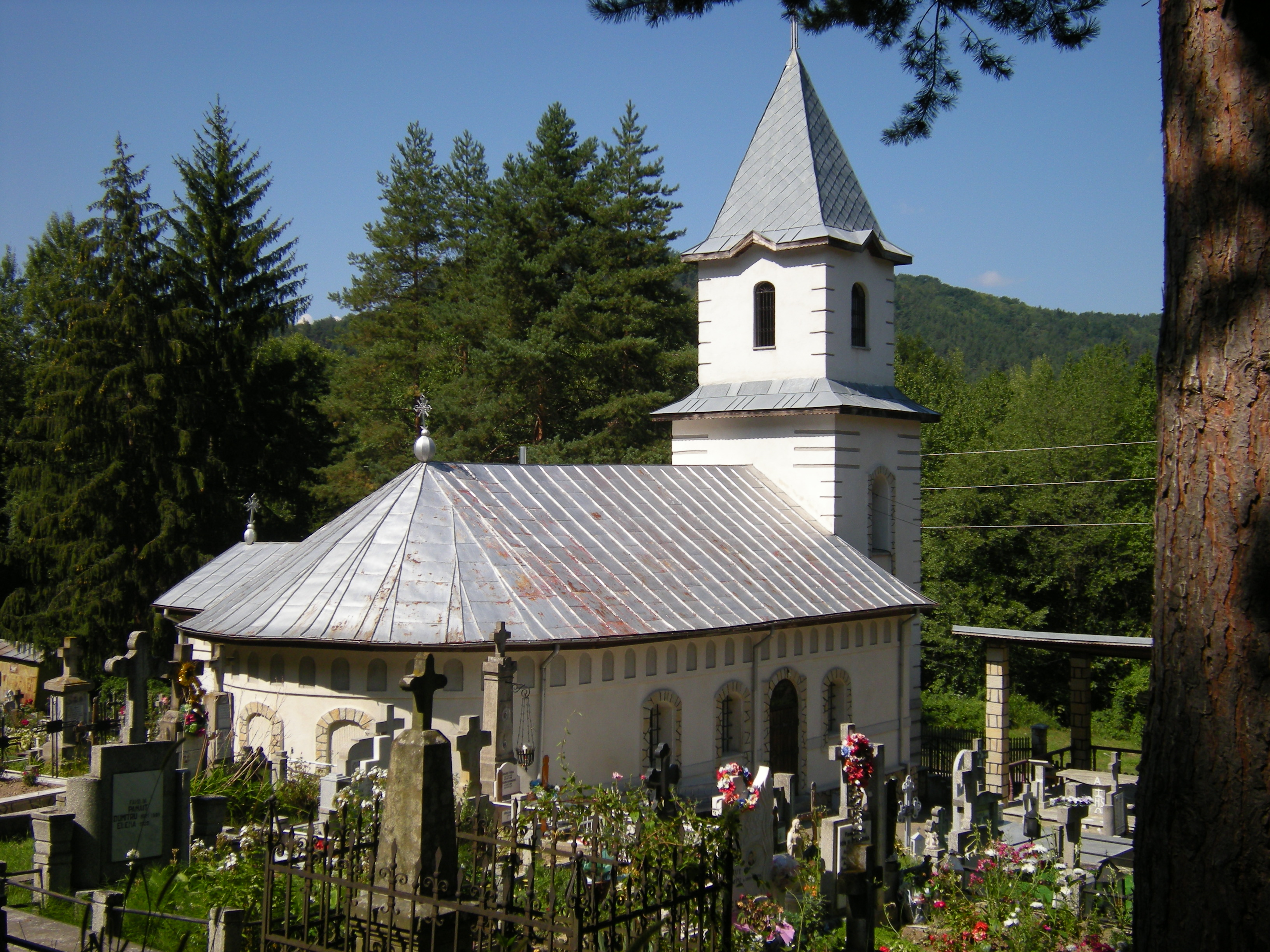
Biserica și cimitirul romano-catolic „Sfântul Gheorghe” din cartierul Gura Slănicului

## Facilități balneare

### Baza de cazare
Hotelul Măgura, plasat în centrul orașului, la 200 m de gară, dispune de 230 locuri în 115 camere: (95 cu 2 paturi și 20 matrimoniale), dotate. Este recomandat în primul rând celor care se tratează de astm bronșic în sanatoriul din mină, precum și celor care călătoresc în împrejurimi. Deține o secție de recuperare - reabilitare a sănătății umane cu o capacitate de 100 locuri și care oferă servicii medicale de ambulatoriu BFT și internări - recuperare.

### Centrul balnear
Centru de tratament balnear din parcul Măgura are o suprafață de 1.019 mp cuprinzând spațiile de testare medicală, spațiile de fizioterapie, întreținere și recuperare precum și spațiile tehnice aferente. Acest corp de clădire este construit din două aripi dispuse simetric, în fiecare dintre ele urmând a funcționa cabinete pentru tratamente de fizioterapie, kinetoterapie, electroterapie, băi galvanice, împachetări cu parafină, dietoterapie, masaj recuperatoriu, duș subacvatic, tratamente aerosoli, cabinet de înfrumusețare, drenaj limfatic, etc.
Serviciile oferite de dotările bazei de tratament sunt completate cu funcțiunile complementare, respectiv două piscine în aer liber, amplasate în incinta interioară a bazei de tratament, una pentru adulți și cealaltă pentru copii.

### Izvoarele minerale
În parcul orașului apar la zi, de-a lungul unui aliniament, șapte izvoare de ape minerale, ale căror captări au fost amenajate și utilizate încă din anul 1888. Analizele realizate de către Institutul Național de Recuperare, Medicină Fizică și Balneoclimatologie (INRMFB) au arătat ca acestea au conținuturi de minerale cuprinse între 4,139 -12,793 g/I și prezintă interes terapeutic pentru cura internă și externă, fiind sulfuroase, clorurate, sodice, slab bicarbonatate, hipotone, recomandate pentru tratarea afecțiunilor tubului digestiv, hepato-biliare, ginecologice cronice, reumatismale și ale căilor respiratorii.

## Monumente istorice

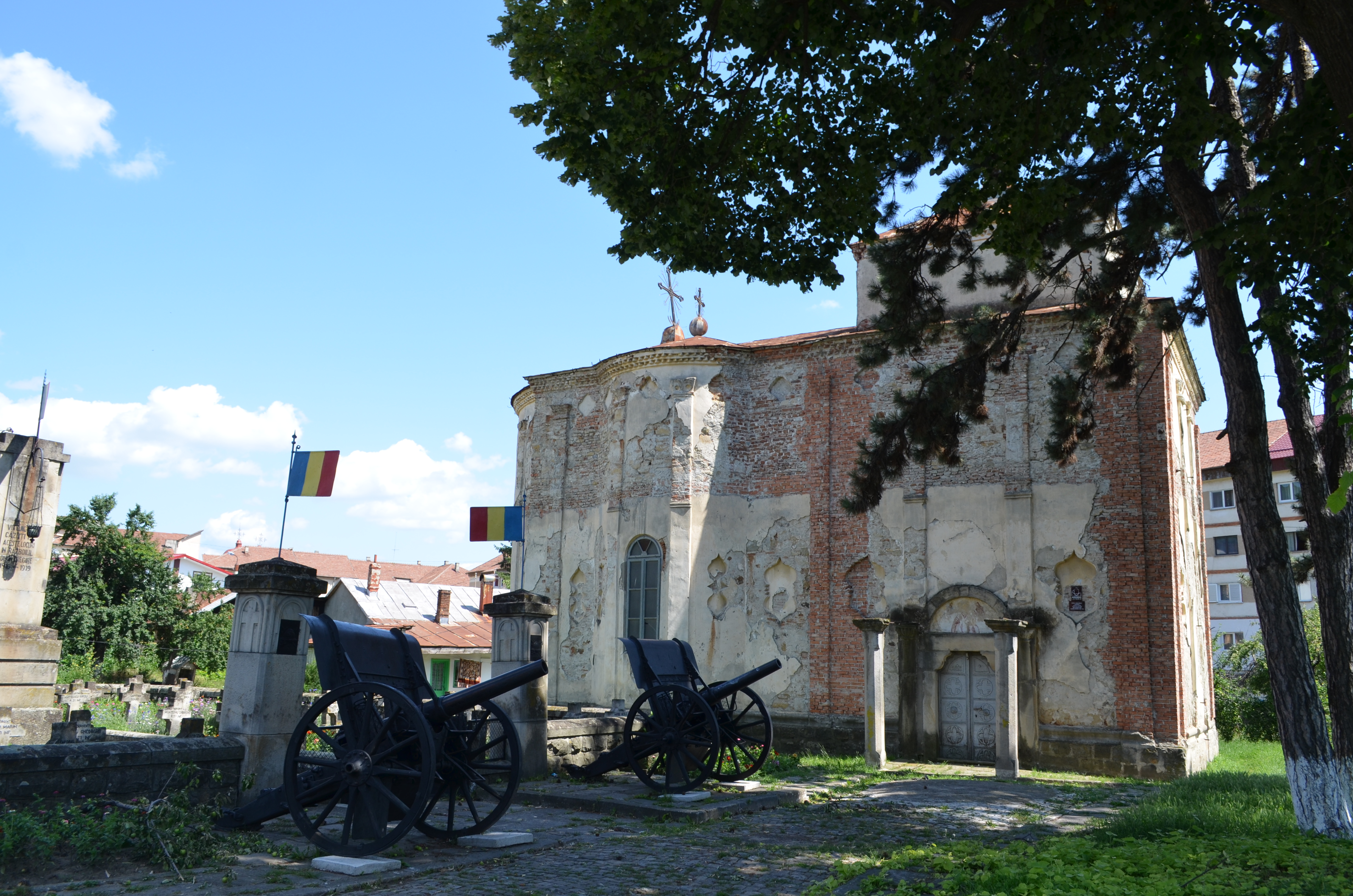
Biserica „Sfântul Nicolae” din Târgu Ocna, împreună cu ansamblul memorial 1916-1918, monumente istorice de interes național

În orașul Târgu Ocna se află două monumente istorice de interes național: ansamblul Bisericii „Sfântul Nicolae” (construită în 1580, cu modificări în 1768 și 1883), cu biserica propriu-zisă, zidul de incintă (construit în 1768) și ansamblul memorial 1916–1918 (realizat în 1932); fosta mănăstire Răducanu (secolele al XVII-lea–al XVIII-lea), ansamblu cuprinzând Biserica „Buna Vestire” (construită în 1664 cu modificări în 1762), turnul de intrare, zidul de incintă și ruinele unei construcții din incintă (toate din 1712). Cele două ansambluri sunt clasificate ca monumente de arhitectură, doar ansamblul memorial 1916–1918 fiind clasificat ca monument memorial sau funerar.
Alte nouă obiective din oraș sunt incluse în lista monumentelor istorice din județul Bacău ca monumente de interes local. Unul este un sit arheologic, aflat în cartierul Podei, la 500 m sud-est de oraș, pe malul drept al Trotușului, unde se află urmele cetății Utidava (perioada La Tène, cultura geto-dacică, secolele I î.e.n. – I e.n.), precum și așezări din eneolitic (cultura Cucuteni) și din Epoca Bronzului (cultura Monteoru). Alte șapte obiective sunt clasificate ca monumente de arhitectură: Biserica „Sfânta Treime” (1809) din cartierul Gura Slănicului; Casa Borisof (1890); Biserica „Sfinții Voievozi” (secolul al XVIII-lea, refăcută în 1849); ansamblul Bisericii „Cuvioasa Paraschiva”, cu biserica de lemn (construită în secolul al XVII-lea și refăcută în 1725) și clopotnița ridicată în secolul al XIX-lea; Biserica „Sfântul Ioan Botezătorul” (1815); Biserica de lemn „Sfântul Gheorghe” (construită în 1761 cu adăugiri în 1895); și Biserica „Adormirea Maicii Domnului”- Precista (construită în 1683 și refăcută în 1860). În sfârșit, bustul lui Costache Negri (1941) din fața primăriei este clasificat ca monument de for public.

## Personalități născute în Târgu Ocna
- Gabriela Adameșteanu (n. 1942), scriitoare, jurnalistă și traducătoare;
- Sorin Antohi (n. 1957), istoric al ideilor, eseist, traducător și editor;
- Mihail Ștefan Botez (1902–?), matematician;
- Daniela Caurea (1951–1977), poetă;
- Ștefan Constantinescu (1898–1983), pictor căruia i s-a dat titlul de Maestru Emerit al Artei;
- Ion Diaconescu (1915–1945), pictor;
- Costin Georgian (1929–1992), inginer constructor;
- Miron Grindea (1909–1995), jurnalist literar, fondatorul revistei ADAM International Review;
- Dan Iuga (n. 1945), trăgător de tir, laureat cu argint la München 1972;
- Grigore Marteș (1914–1973), amiral și inginer român, comandant al Marinei Militare Române (1963–1973);
- Dumitru Motreanu (n. 1949), matematician;
- Elie Michailescu (1868–1929), muzician, profesor;
- Gheorghe (Ghiță) Mocanu (1938–1993), pictor, profesor de desen, inițiatorul și mentorul cercului de desen „Ion Diaconescu” din Onești;
- Claude Sernet (1902–1968), poet avargardist franco-român de origine evreiască;
- Mihail R. Sturdza (1886–1980), diplomat, doctor în drept internațional, memorialist și om politic, ministru al afacerilor străine;
- Ion Talianu (1898–1956), actor de teatru și film;
- Dinu Tănase (n. 1946), cineast, regizor, producător;
- Alex Bogdan (n. 1986), actor.